# Mesochorus araucoensis
Mesochorus araucoensis är en stekelart som beskrevs av Dasch 1974. Mesochorus araucoensis ingår i släktet Mesochorus och familjen brokparasitsteklar. Inga underarter finns listade i Catalogue of Life.